# يافة الناصرة
يافة الناصرة (بالعبرية: יָפִיעַ، يُطلق عليها أيضًا: يفّيَع) هي بلدة عربية تقع في منطقة الجليل الأسفل ضمن لواء الشمال الإسرائيلي. تشكل القرية جزءًا من التجمع الحضري لمدينة الناصرة. ترتفع أراضيها عن سطح البحر حوالي 300 متر، وتمتد على مساحة مقدارها 4.087 كم2.
بلغ عدد سكانها عام 2018 حوالي 18,905 نسمة من عرب 48، حوالي 81% منهم مسلمون وحوالي 18% مسيحيون. وبحسب إحصائيات عام 2021، فقد ارتفع عدد السكان ليصبح 19,538 نسمة، 82.4% مسلمون و17.6% مسيحيون. وأُعلن عن يافة في عام 1960 بمقام مجلس محلي، حسب التقسيم الإداري الإسرائيلي.

## تاريخ

### الاكتشافات الآثرية
«يافة الناصرة» هي مدينة قديمة حيث تم العثور على مقابر صخريَّة وصهاريج. وتعود الآثار الفخارية إلى العصر الحديدي (أواخر القرنين العاشر والتاسع قبل الميلاد)، والهلنستية (أواخر القرن الثاني وأوائل القرن الأول قبل الميلاد)، والعصر الروماني (من القرن الأول إلى الرابع).

### العهد القديم والعهد الجديد
ذكرت يافة في سفر يشوع باسم «يَفِاع»، والتي تعني أشرق أو بزغ أو نما. وتقول التقاليد المحلية خلال العصور الوسطى أن يافة هي موطن يعقوب ويوحنا، إبني زبدي، والذين بحسب التقاليد المحلية وُلدا فيها، بينما سكنوا بيت صيدا إلى الشمال من بحيرة طبريا. كأول من ذكر هذا التقليد مارينوس سانوتوس، وكان على الأرجح اختراعًا من العصر الصليبي.

### العصر البرونزي
ذكرت رسائل تل العمارنة المصرية في القرن الرابع هشر قبل الميلاد، البلدة باسم «جابو». وكانت تتبع مجيدو آنذاك.

### العصر الروماني
يذكر يوسيفوس فلافيوس يافة باسم «إفايا» في كتابه حياة من يوسيفوس فلافيوس وحروب اليهود، ويصفها على أنها أكبر قرية في منطقة الجليل، وكانت توفر الدفاع عن القرية، كما وصف في كتابه حروب اليهود الإستيلاء عليها من قبل الجيش الإمبراطوري الروماني في حوالي عام 63 م.
تم العثور على غرف مقطوعة بالحجارة، وثلاثة طوابق في البلدة، وربما كان هذا المبنى صومعة قديمة. ولاحظ فيكتور جويرين أنه عندما تم تطهير إحدى الغرف عام 1869، تم العثور على إناء يحتوي على حوالي مائتي قطعة نقدية من الأباطرة الرومان. وفقًا لملاحظاته، كان هناك اثنان من الأنظمة الجوفية، أحدهما موصوف أعلاه، وعانى كُلاهما من أضرار كبيرة منذ زيارته لأول مرة في عام 1870. ولم يجد فيكتور جويرين شيئًا من البلدة القديمة، باستثناء خمسة أو ستة شظايا من الأعمدة والحجارة المكسورة، وحوالي ثلاثين صهريجًا. وتضمنت المدينة سابقًا ثلاثة تلال مجاورة. تم استخراج مقلع حجري يعود تاريخه إلى العصر الروماني. وكان قيد الاستخدام من أواخر القرن الأول الميلادي إلى منتصف القرن الرابع الميلادي.

### العصر المملوكي
تم حفر بقايا مبنى من العصر المملوكي، مع وجود فخار يعود إلى تلك الفترة.

### العصر العثماني

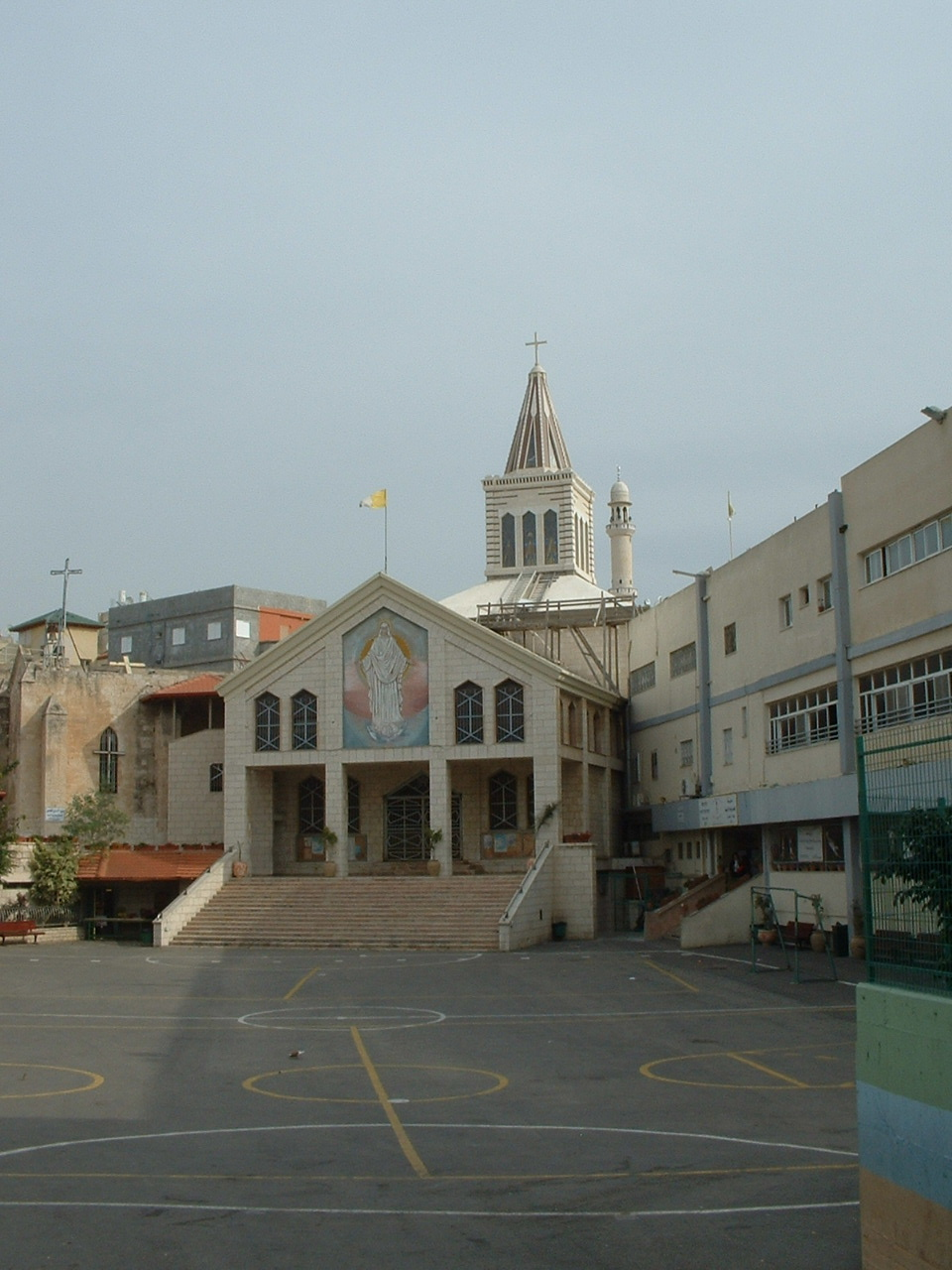
كنيسة مار يوحنا اللاتينيَة.

في عام 1517 دُمجت يافة في الدولة العثمانية مع بقية فلسطين، وفي عام 1596 ظهرت في سجلات الضرائب العثمانية على أنها موجودة في ناحية طبريا تحت لواء صفد وبلغ عدد سكانها 14 أسرة مسلمة. دفع القرويون ضريبة ثابتة بنسبة 25% على القمح والشعير وأشجار الفاكهة والماعز وخلايا النحل، بالإضافة إلى العائدات العرضية؛ في ما مجموعه 2,200 آقجة.
جدد الفرنسيسكان الكنيسة في يافا مع بداية القرن السابع عشر، بعد أن أذن لهم فخر الدين المعني الثاني عام 1621 بذلك، وقد رعوا المسيحيين في يافا روحياً منذ عام 1641. أظهرت خريطة تعود إلى فترة غزو نابليون عام 1799 من قبل بيير جاكوتين البلدة تحت إيفا.
في عام 1838 وصفها إدوارد روبنسون بأنها قرية صغيرة بها 30 منزلًا وبقايا كنيسة. وأشار كذلك إلى أنها قرية إسلامية ومسيحية (أرثوذكسيَّة) مشتركة تقع في منطقة الناصرة. وفي عقد 1885 أقامت في البلدة ماري ألفونسين وجذبت إلى راهبات الوردية عدد من الفتيات المحليات.
أسس المنسونيير فاليرجا بعثة تبشيرية كاثوليكية في عام 1866، وبنى كنيسة فيها عام 1889 وسلّمها إلى كاهن شاب. وكان لهذه البعثة مدرستان: إحدهما للبنين وأخرى للبنات. وفي عام 1866 طلب الفرنسيسكان من البطريرك فاليرجا أن يتسلم كهنة بطريركية القدس اللاتينية مسؤولية رعية اللاتين في يافا. عندما زار فيكتور جويرين القرية في عام 1875، وجد أن تعداد السكان يصل إلى حوالي 400 شخص من بينهم لاتين وروم أرثوذكس ومُسلمين. كانت هناك أيضًا مدارس بروتستانتية تعمل في القرية.
في عام 1881 وصف صندوق استكشاف فلسطين يافة بأنها «قرية متوسطة الحجم تقع في موقع قوي على المنحدر الممتد من الناصرة إلى جباتا. ولها بئر الأول يقع في الجانب الشمالي والثاني يقع في الوادي إلى الشمال الشرقي».
أظهرت قائمة تعداد السكان والتي تعود إلى حوالي عام 1887 أن يافة كانت تضم على حوالي 900 نسمة، وكان نصف السكان من المُسلمين والنصف الآخر من المسيحيين.

### الانتداب البريطاني

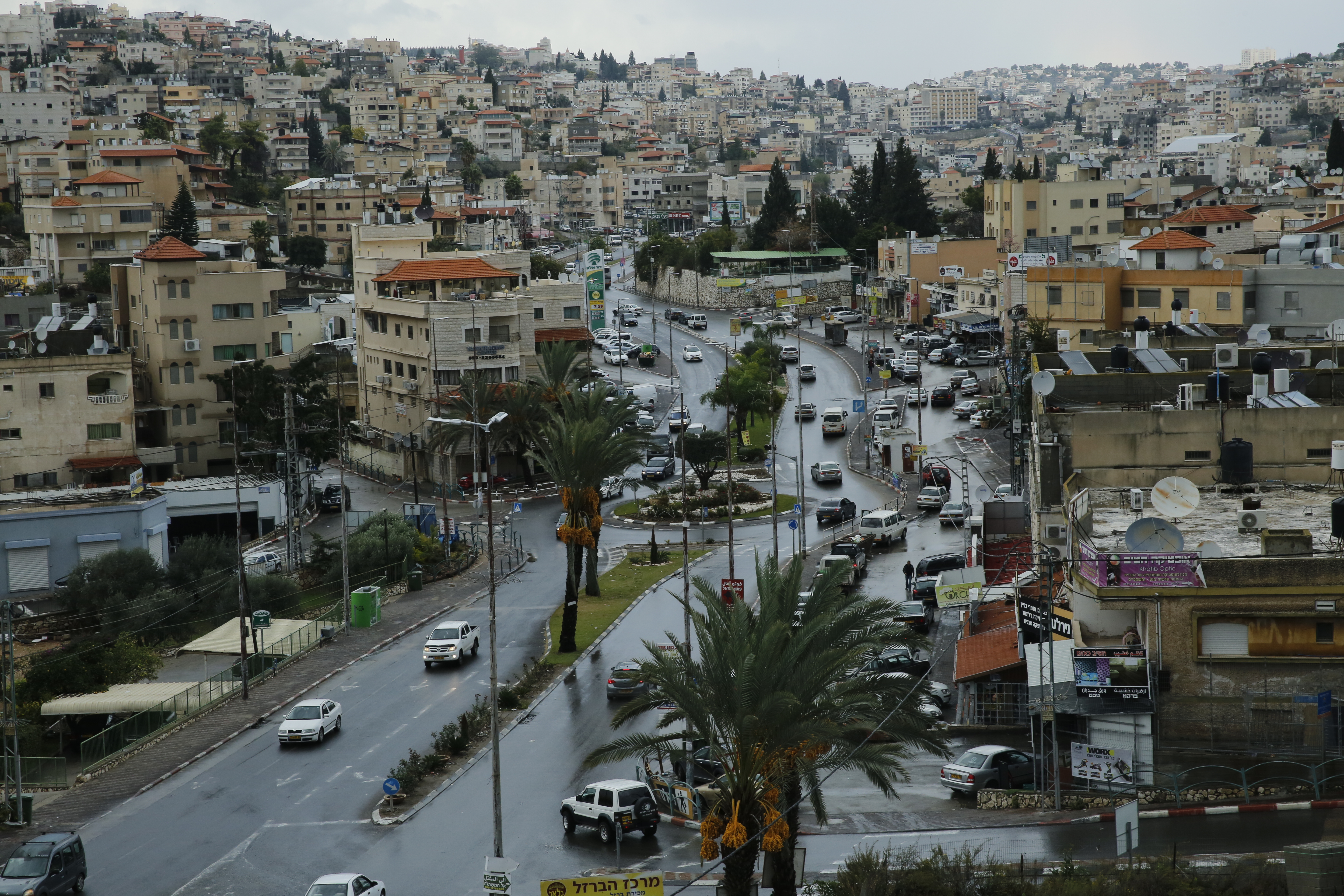
منظر عام لبلدة يافة.

في تعداد فلسطين لعام 1922 الذي أجرته سلطات الانتداب البريطاني، بلغ عدد سكان يافا حوالي 615 نسمة؛ كان منهم 215 مسلم وحوالي 400 مسيحي، ومن المسيحيين كان هناك 168 من الأرثوذكس، وحوالي 112 من اللاتين الكاثوليك، وحوالي 108 من أتباع كنيسة الروم الملكيين الكاثوليك وحوالي 12 من الأنجليكان.. وزاد عدد السكان في تعداد عام 1931، حيث بلغ تعداد سكان يافة (بما في ذلك عرب الغزلان) حوالي 833 نسمة؛ كان منهم حوالي 456 مسلمًا وحوالي 377 مسيحيًا، يعيشون ما مجموعه 213 منزلًا.
في إحصاءات عام 1945 بلغ عدد سكان يافا 1,070 نسمة؛ كان منهم حوالي 580 مسلمًا وحوالي 490 مسيحيًا، مع ما مجموعه 17,809 دونم من الأرض، وفقًا لمسح رسمي للأراضي والسكان. ومن هذا، كان 710 دونمات من المزارع والأراضي القابلة للري، وحوالي 1,2701 دونم تستخدم للحبوب، في حين أن 149 دونماً كانت مبنية.
في عام 1921 تم العثور على عتب لكنيس يهودي، وفي عام 1950 تم استكشاف جزء من معبد يهودي مرصوف بالفسيفساء بالقرب من الكنيسة الأرثوذكسية الشرقية.

### دولة إسرائيل
في عام 1948 سقطت يافة على يد الجيش الإسرائيلي خلال عملية ديكل التي بدأت في يوليو من نفس العام. وتم فرض الأحكام العرفية على السكان والتي ظلت سارية حتى عام 1966.
بعد عام 1948 لجأ إلى يافة المُهّجرين من معلول والمجيدل، فزاد عدد سكانها بذلك، وأستوعبت في حي مراح الغزلان العديد من أبناء العشائر البدوية التي كانت تعيش في مرج ابن عامر جنوباً وفي مناطق أخرى من الشمال. ولا يزال جزء كبير من سكان يافة اليوم هم من نسل العرب الفلسطينيين النازحين داخليا من قرية معلول المجاورة التي تم تهجيرها خلال الحرب العربية الإسرائيلية عام 1948. شارك أشخاص تعود أصولهم إلى معلول في الانتخابات المحلية في يافة تحت راية حزب «معلول للاجئين»، مع منصة ركزت أيضًا على القضايا التي تهم أو تهم السكان ككل، كوسيلة لجذب الدعم السياسي من الأحزاب المحلية.

## ديموغرافيا

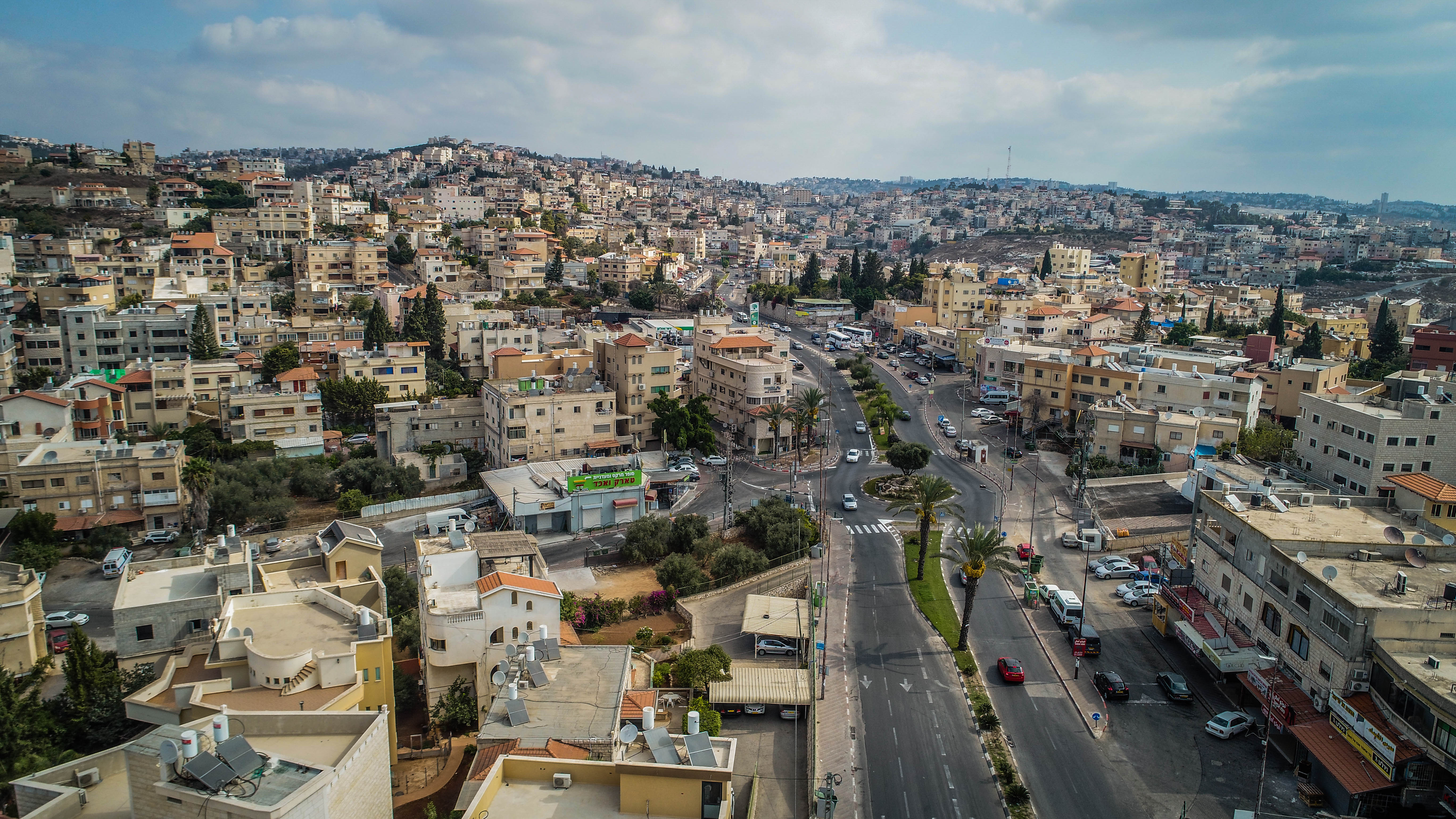
منظر عام لبلدة يافة الناصرة.

بلغ عدد سكانها عام 2018 حوالي 18,905 نسمة من عرب 48، وحوالي 81.5% من المسلمون وحوالي 18.5% مسيحيون. وينتمي المسيحيين في يافة إلى أربعة طوائف مسيحية أكبرها الأرثوذكسية الشرقية، تليها كنيسة الروم الملكيين الكاثوليك، والكنيسة اللاتينية والكنيسة الأنجليكانية. أمّا العائلات المسيحية في يافة فهي: أبو حاطوم، وأبو النصر، وأسعد، وبشارات، وخليل، وخُوري، وزعاترة، وسالم، وشحادة، وعوّاد، وعيساوي، وقعوار، وقط، وكسابري، ومُطلق (المطالقة)، ومسّلم، ونقولا (النواقلة) وغيرها. وتملك الكنيسة اللاتينية مدرسة كاثوليكية وهي المدرسة البطريركية اللاتينية بيافة الناصرة.
في عام 2017 نما عدد السكان بمعدل نمو سنوي بلغ 1.5%. وكانت في المرتبة الثالثة من أصل عشرة في المؤشر الاجتماعي-الاقتصادي في عام 2015. وبلغت نسبة المؤهلين للحصول على شهادة الثانوية العامة أو البجروت بين طلاب الصف الثاني عشر في المدارس الحكوميَّة بين عام 2016 وعام 2017 حوالي 70.0%. وبلغ عدد الطلاب ما بين العامين 2020 و2021 إلى 19,775. وبالتالي إرتفع عدد المؤهلين للحصول على شهادة الثانوية العامة هي 75.7%. وكان متوسط الراتب الشهري للسكان في نهاية عام 2016 هو 5,827 شيكل جديد بالمقارنة مع المتوسط الوطني حوالي 8,913 شيكل جديد. وفي عام 2021 كان الراتب المتوسط بالشهر للذكور هو 7,466 بينما النساء 4,971 شاقل.

## وصلات خارجية
- أهلا بكم في يافة
- إحصاء لفلسطين الغربية، الخريطة 5: سلطة الآثار، ويكيميديا كومونز